# Stazione di Meolo
La stazione di Meolo è una fermata ferroviaria situata al chilometro 23+952 della linea Venezia-Trieste e posta a servizio dell'omonimo comune.

## Storia

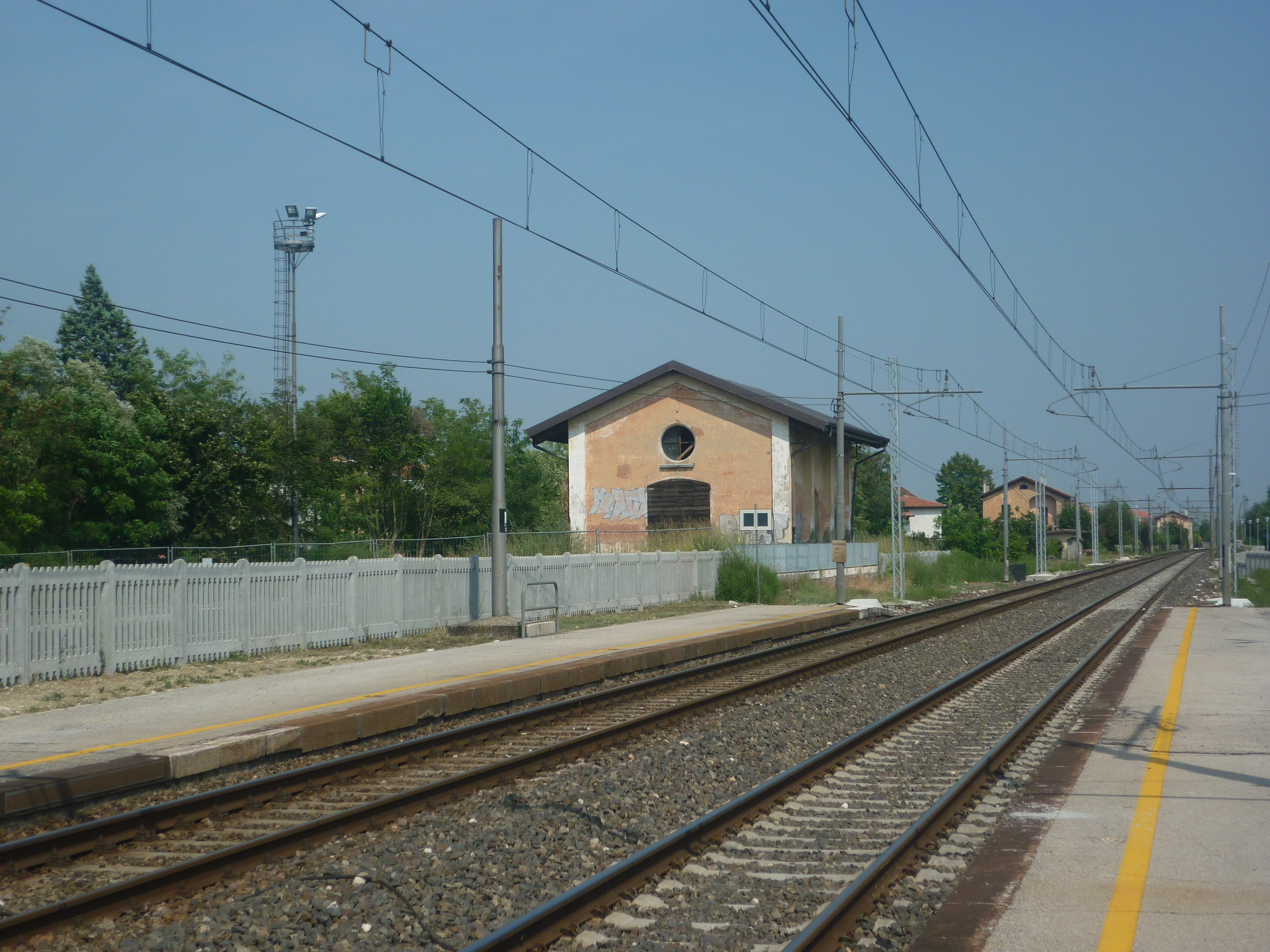
Il vecchio scalo merci

### La disattivazione della stazione
La stazione è impresenziata sin dal 1999, quando le allora Ferrovie dello Stato decisero di ridurre il personale addetto presso stazioni e quindi fu tagliato quello in servizio presso quest'impianto. La tratta è oggi gestita in telecomando dal posto centrale SCC di Mestre.
Fino agli anni ottanta del Novecento la stazione era dotata di uno scalo merci, con l'annesso di magazzino merci, che serviva le allora emergenti industrie della zona e il vicino consorzio agrario.

### I recenti lavori alla viabilità circostante
Nelle sue vicinanze sono stati soppressi i tre passaggi a livello di via Ca' Tron, di via San Filippo e di via Roma, i quali sono stati sostituiti da un sottopasso stradale, inaugurato nel novembre 2006, e dal sottopasso ciclabile di via Roma, inaugurato nel marzo 2008. Il sottopasso è stato costruito dove un tempo sorgeva lo scalo merci.
In occasione della costruzione di queste opere, la stazione è stata dotata di un nuovo parcheggio per complessivi ottanta posti auto sul lato sud e relativo nuovo accesso ai binari, mentre ormai è concluso anche l'ampliamento del parcheggio già esistente sul lato nord, per altri 100 posti auto. In prima battuta era prevista la demolizione dell'ormai fatiscente scalo merci, invece ne è stato proposto il recupero ad uso delle associazioni locali.
Il parcheggio sud, inoltre, viene sfruttato, vista la posizione defilata rispetto al paese, come location per concerti e manifestazioni, fra i quali la più importante è la Sektember Fest, organizzata dall'associazione culturale meolese Gruppo Ombra.

### Gli sviluppi futuri
La stazione è destinata a subire un notevole rinnovamento nei prossimi anni, quando inizieranno i lavori del secondo stralcio dell'SFMR fra Quarto d'Altino e Portogruaro. In questo caso verranno adeguati i servizi di stazione: innanzitutto verranno rialzati i marciapiedi su ambo i lati, per agevolare l'incarrozzamento dell'utenza, e verranno installate, secondo lo standard, pensiline e panchine. Inoltre verrà ultimata l'apertura di un nuovo ingresso sul lato sud, verso il parcheggio che diverrà un notevole nodo d'interscambio. In questa maniera la metropolitana di superficie diverrà un mezzo appetibile per raggiungere Venezia, Mestre e Padova.
In occasione dell'avvio della seconda fase dell'SFMR verrà inoltre realizzato un nuovo parcheggio sul lato Ovest della stazione e la viabilità sul piazzale antistante verrà regolata mediante realizzazione di una rotatoria. Inoltre si attende il recupero del vecchio scalo merci in maniera tale da destinarlo come sede di alcune associazioni che operano nel territorio comunale, come l'Associazione Volontari di Protezione Civile.
Gli ultimi progetti relativi alla ferrovia Alta Capacità fra Venezia e Trieste non prevedono un diretto coinvolgimento della stazione di Meolo in quanto questa nuova linea correrà quasi sicuramente parallelalemente alla A4, facendo coincidere i lavori di realizzazione con quelli di adeguamento dell'autostrada con costruzione della terza corsia.

## Strutture ed impianti

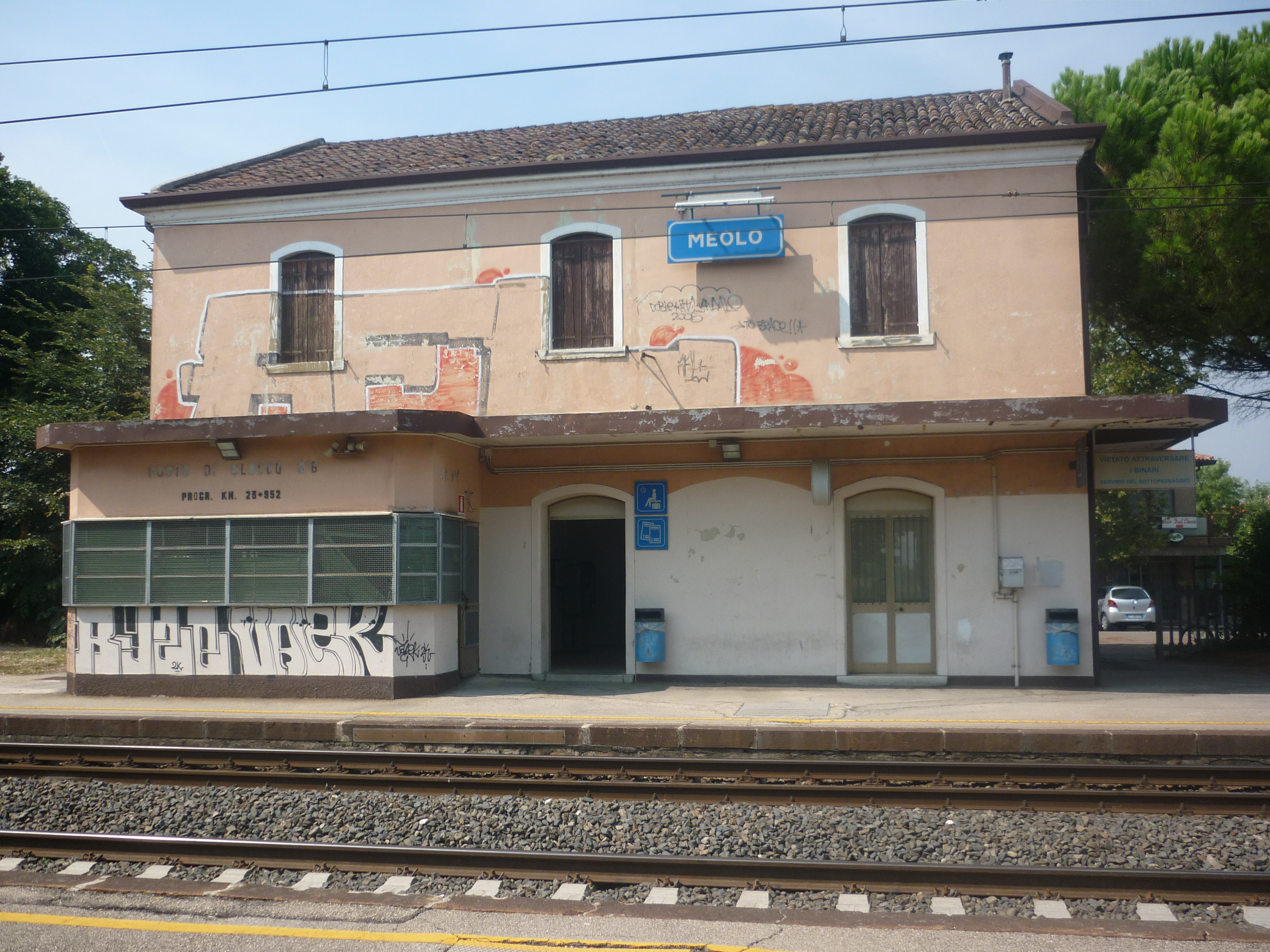
Il fabbricato

La stazione è composta da un fabbricato viaggiatori a due livelli. Attualmente (2008) è accessibile solo un locale di passaggio dove si trovano un telefono pubblico e la bacheca con gli orari gli avvisi. Era presente un'emettitrice di biglietti, ma dopo essere resa fuori servizio a causa di atti vandalici sin dal 2007, è stata definitivamente rimossa nel marzo 2010. Il fabbricato era inoltre dotato di una sala d'aspetto e dei bagni pubblici, i quali sono stati smantellati per evitare che vi dimorassero durante la notte i senzatetto, e gli uffici dei Dirigenti Movimento. Al piano superiore vi era invece un alloggio per il personale.
La stazione è dotata anche di uno schermo a LED con le informazioni sui treni in partenza e di altoparlanti che diffondono annunci automatici.
Poco distante dall'edificio sul marciapiede del binario 1 in direzione Venezia, vi è inoltre un locale di servizio dove sono collocate delle strumentazioni di servizio alla linea ferroviaria.
Il piazzale è composto da due binari di corsa della linea ferroviaria, ognuno dei quali specializzato per una direzione: presso il binario 1 sostano i treni diretti a Portogruaro e Trieste, mentre presso il secondo fermano i treni diretti a Mestre e Venezia. Entrambi i marciapiedi sono in grado di ricevere treni anche di notevole lunghezza, per esempio quelli fino a otto carrozze e motrice.
È presente un sottopasso che non risulta accessibile alle persone con disabilità.
La stazione non è ancora stata adeguata agli standard SFMR, ma dovrebbe rientrare nei piani di adeguamento con l'inizio dei lavori della fase 2, già finanziati, sulla tratta Quarto d'Altino-San Donà di Piave.

## Movimento

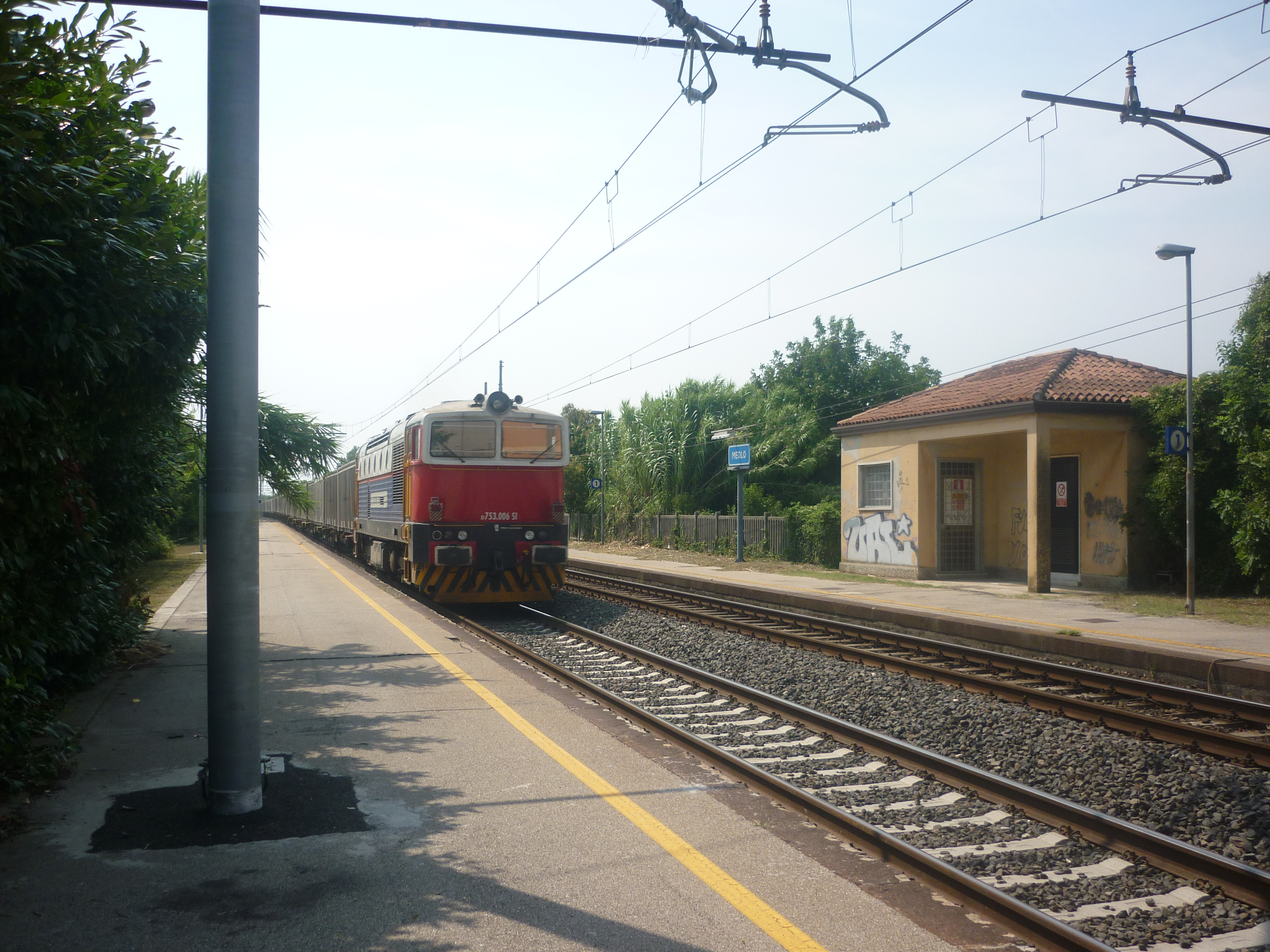
Un treno merci in transito

La stazione è servita da treni regionali svolti da Trenitalia nell'ambito del contratto di servizio stipulato con le regioni interessate.
Il flusso di passeggeri è formato prevalentemente da pendolari, in particolare diretti verso il capoluogo che si trova a circa trenta chilometri dal paese. Il maggior afflusso si riscontra nelle ore di punta e nel periodo scolastico.

## Servizi
La stazione dispone dei seguenti servizi:
- Biglietteria self-service (non funzionante)
- Parcheggio
- Sottopassaggio
- Bar (piazzale stazione)